# Augias
Augias (altgriechisch Αὐγείας Augeías) ist in der griechischen Mythologie ein Sohn des Helios (nach anderen Angaben des Poseidon oder des Phorbas, bei letzterem ein Lapithe) und der Hyrmine und somit ein Bruder des Aktor. Er war der König von Elis auf der Peloponnes. Seine Söhne waren Phyleus und Agasthenes. Außerdem hatte er eine Tochter mit Namen Agamede. 

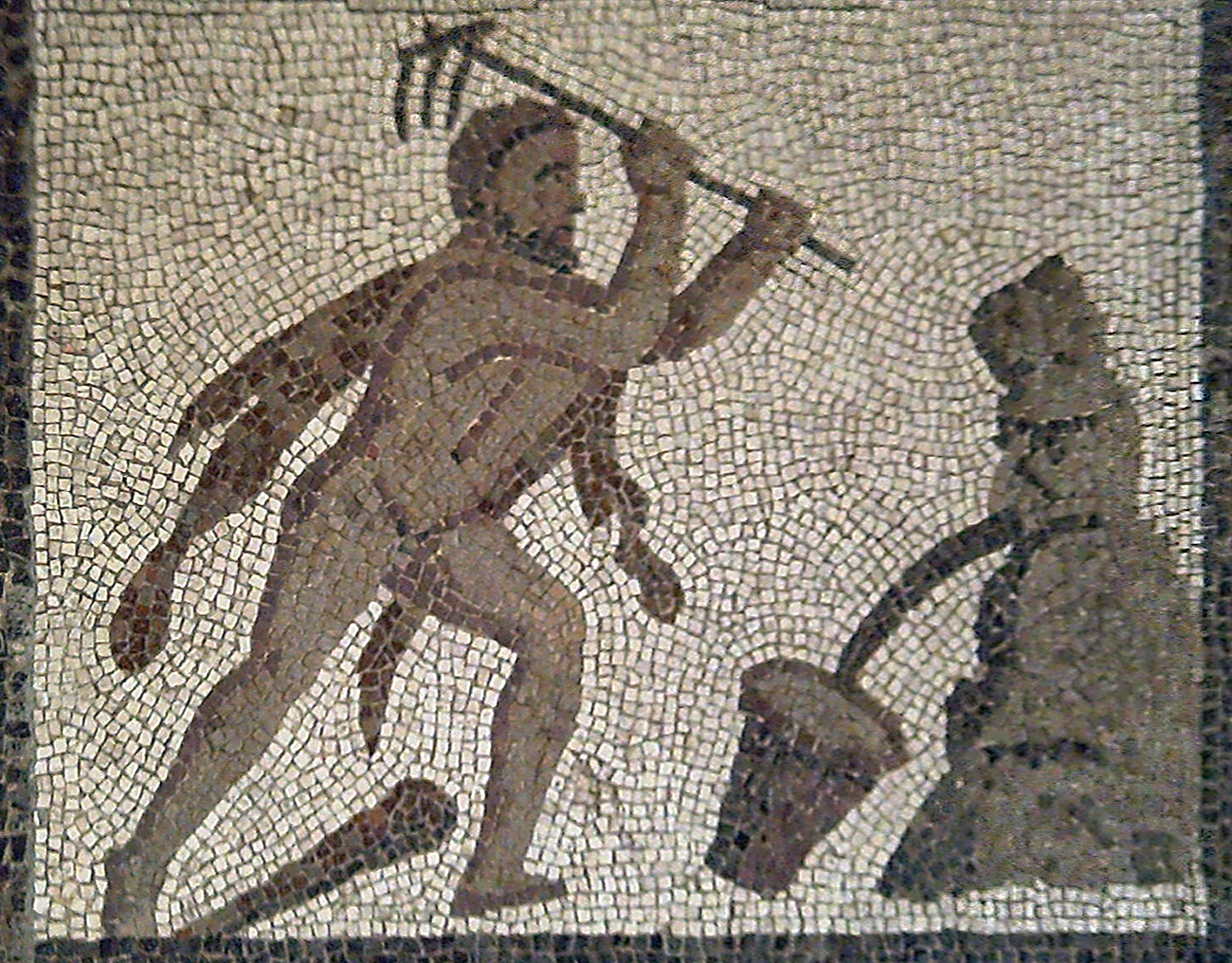
Römisches Mosaik von Llíria (Spanien)

## Die Aufgabe des Herakles
Dem Mythos nach bestand eine der zwölf Aufgaben des Herakles, die er im Auftrag seines Vetters König Eurystheus zu vollbringen hatte, darin, die Rinderställe des Augias auszumisten, in denen zahllose Rinder gehalten worden sein sollen. Eurystheus hatte Herakles diese immense Arbeit nicht nur einfach aufgetragen, sondern auch zur Bedingung gemacht, dass Herakles damit binnen eines Tages fertig sein musste. Die Ställe des Königs Augias waren schon seit vielen Jahren nicht mehr gereinigt worden, und das Ausmisten der Ställe galt deshalb als nicht durchführbar. Augias versprach Herakles dafür den zehnten Teil seiner Rinder, in der Gewissheit, dass niemand – auch Herakles nicht – die Aufgabe in dieser kurzen Zeit je würde bewältigen können. Als Zeuge für diese Absprache diente den beiden Augias’ Sohn Phyleus.
Die Aufgabe war für einen Helden wegen der unwürdigen Arbeit nicht nur schmählich, auf Grund des Umfangs erschien sie selbst für einen Halbgott unmöglich. Herakles erledigte die Aufgabe, einem Heros gemäß, indem er die Fundamente des Stalls an einer Seite aufbrach und durch einen Kanal das Wasser der Flüsse Alpheios (Ἀλφειός) und Peneios (Πηνειός) durch den Stall leitete und somit die Augiasställe säuberte. Daraufhin verweigerte Augias ihm seinen Lohn und stritt zunächst ab, Herakles das Vieh versprochen zu haben. Erst später war er bereit, sich einem Urteil durch ein Gericht zu unterwerfen. Als jedoch sein Sohn Phyleus vor den Richtern die Aussage Herakles’ bestätigte, ließ Augias beide aus dem Land jagen.
Später kehrte Herakles zurück, eroberte Elis, tötete Augias und Agasthenes und übergab das Königreich dem Phyleus. Zur Feier dieses Sieges führte er außerdem die Olympischen Spiele zu Ehren seines Vaters Zeus ein.
Eurystheus rechnete Herakles die Vollbringung der Aufgabe nicht an, weil nicht er, sondern das Wasser die Tat vollbracht habe bzw. weil Herakles Lohn bekommen habe.

## Sprichwort
Ein Augiasstall oder auch die Ställe Augias’ ist eine noch heute sprichwörtliche Bezeichnung für einen stark verschmutzten Raum. Die Redewendung „einen Augiasstall ausmisten“ ist in der politischen Rhetorik gebräuchlich. In der Regel wird sie bei der Aufdeckung von Korruption oder der Beseitigung missliebiger Zustände verwendet und bedeutet so viel wie „gründlich aufräumen“. Redensartlich ist also ein Augiasstall ein „Riesensaustall“.